# بالگردگاه بیمارستان سنتیم مموریال
بالگردگاه بیمارستان سنتیم مموریال (به انگلیسی: Santiam Memorial Hospital Helistop) یک فرودگاه خصوصی است. این فرودگاه در کشور ایالات متحده آمریکا قرار دارد و در ارتفاع ۱۵۶ متری از سطح دریا واقع شده است.